# オシャベリザムライ
オシャベリザムライは、エフエム秋田で2014年4月1日から2017年3月28日まで放送されていたラジオ番組。放送時間は毎週火曜 18:00 - 18:55。

## 概要
様々な道を歩いている人や、世界中の音楽を通じて物事の真実を追求していくトーク＆リクエスト番組。
同時間帯に放送されていた前番組「Freak☆Rush!」を踏襲し、楽曲はリスナーからのリクエスト曲を中心に放送。
MCは、同年3月に終了し15年半の歴史（前身番組含む）に幕を閉じた「Ex超兄貴」の高橋航アナウンサーと佐々木陽介ディレクター。
子供は言わないであろう大人びた言葉を募集するネタコーナー「おとなあいうえお」がCM前に挿入されたり、「Ex超兄貴」に出演していた秋田のモデルクラブStellAの小玉夕美子に続き、女性アシスタントに同事務所から加賀谷優希が抜擢されたりと、超兄貴路線が一部に引き継がれている。
番組特製グッズとしてオリジナル柄の手ぬぐいを製作、リクエストをくれたリスナーから毎週一名にプレゼントしていた。
番組開始当初は毎週火曜 18:00 - 19:55（途中、18:55から5分間はAFMニュースを放送）の2時間番組だったが、2015年10月の改編で18時台のみに短縮。番組本編の他にも土曜深夜に「オシャベリザムライ 夜用」（オシャベリザムライ よるよう）を放送したり、番組開始直前に「オシャベリザムライ外伝～ファミマに参ろう～」（オシャベリザムライがいでん ファミマにまいろう）を放送していた（後述）。

## 出演者
- 高橋航（エフエム秋田アナウンサー）
- 佐々木陽介（番組ディレクター）

### 過去の出演者
- 加賀谷優希（2014年4月 - 2015年10月6日）

秋田のモデルクラブStellA所属、番組では"くノ一"としてアシスタントを務めた。

## 番組コーナー
番組名にちなんで、コーナー名の多くは侍（がいた時代）にちなんだ表現になっている。
- オシャベリ武士道

様々な道を歩んでいる方に話を伺い、物事の心理を追及していくトークコーナー。
- 異国のことを知ろう　寺子屋ちゃん

世界の国々について勉強するコーナー。コーナーの始めには高橋による国旗絵描き歌を元に佐々木が国旗を描き、出来上がった作品は番組ツイッターに掲載されている。コーナー終わりには紹介した国の楽曲（国歌が多い）をオンエアする。
- おとなあいうえお

お題となる頭文字から始まる、子供は言わないであろう大人びた言葉を募集。CM直前に随時放送。
- それがしレコメンド

パーソナリティの二人が「これは一本取られた」と思った曲を紹介。
- くノ一優希の蛍火の術

くノ一優希が探ってきた年頃の町娘（若い女性）の趣味・趣向を男性の高橋と佐々木に勉強してもらう。

### 過去に放送されたコーナー
- 達人下剋上

くノ一優希が探ってきたギネス世界記録を紹介し、高橋と佐々木が生放送中に記録更新に挑戦する。

## オシャベリザムライ　夜用
2015年10月3日深夜（日付上の10月4日） - 2016年4月2日深夜（日付上の4月3日）にかけて放送されていた、オシャベリザムライの兄弟番組。放送時間は土曜深夜1:00 - 2:00。パーソナリティは火曜夕方の「オシャベリザムライ」と同じく高橋と佐々木。
なお、「夜用」は収録放送である。

### 夜用で放送されていたコーナー
- それがしレコメンド 夜用
- オシャベリ武士道 夜用
- ラブポジション絵描き歌
- 知らない曲をかけよう 高橋航のランダムちゃん
- 知らない曲をかけよう 佐々木陽介のランダムちゃん
- くノ一ケイの蛍火の術 夜用

## オシャベリザムライ外伝～ファミマに参ろう～
2016年4月1日から2017年3月28日にかけて放送されていた、オシャベリザムライの兄弟番組。放送時間は「オシャベリザムライ」本編の直前である火曜17:55 - 18:00。
ファミリーマートの商品情報を伝えるミニ番組で、詳細は「オシャベリザムライ」本編のコーナーでも伝えられた。
なお、同様の商品紹介コーナーはエフエム青森「RADI-MOTT!」、エフエム岩手「Posh!」でも放送されていて（青森・岩手では「ファミマへ行こう!」として放送されている）、紹介する商品も各局で同じである。
同番組および「オシャベリザムライ」終了後、エフエム秋田でのファミリーマートの商品情報紹介は「総務0課の男」および「営業マン　高橋航」に引き継がれている。

## その他
- 2014年4月22日は19:00 - 21:00に特別番組『EARTH×HEART LIVE 2014』（TOKYO FM・JFN38局同時ネット）放送のため、18:55までの短縮放送となった。それに伴い番組内のコーナーも一部休止・時間変更があった。

- 2014年度と2015年度の年末年始は放送休止となり、別番組が放送された。なお、2016年度は年末年始も休まず放送された。
  - 2014年度（12月30日）は18:00 - 19:55の2時間に渡ってJFNC制作の特別番組が放送された[2]。
  - 2015年度（12月29日）は18:00 - 18:55の1時間、自社制作の特別番組「番組宣伝隊バンセンジャー」を放送。

- 2016年2月23日の放送は、SCHOOL OF LOCK!の企画「SCHOOL OF LOCK! 10th anniversary TOUR“全国家庭訪問”」で秋田県を訪れたとーやま校長とあしざわ教頭がゲストとして生出演した[3]。当日のSCHOOL OF LOCK!はエフエム秋田のスタジオから生放送を行った。また、同年2月27日放送の「夜用」にも出演した（収録）。